# Социограм
Социограм је техника за графичко представљање података добијених социометријским методом. На основу социограма може се вршити анализа различитих односа у групи, јер се помоћу њих добијају различите категорије међу којима су најпознатије: усамљени, одбачени, неизабрани, звезде, непопуларни и др.